# Microthyrium ciliatum
Microthyrium ciliatum är en svampart. Microthyrium ciliatum ingår i släktet Microthyrium och familjen Microthyriaceae.

## Underarter
Arten delas in i följande underarter:
- hederae
- ciliatum